# Division de Bintulu
La Division de Bintulu (en malais, Bahagian Bintulu) est une division administrative de l'État de Sarawak en Malaisie. Avec une superficie de 4 180,8 km2, elle est la troisième plus grande Division du Sarawak.
Les 219 529 habitants de la Division sont principalement des Iban, des Chinois, des Melanau, des Malais, des Orang Ulu et des Kedeyan.

## Districts
La Division de Bintulu est elle-même divisée en trois districts suivants :
| Nom                 | Surface   | Capitale |
| ------------------- | --------- | -------- |
| District de Bintulu | 1 991 km2 | Bintulu  |
| District de Sebauh  | 5 229 km2 | Sebauh   |
| District de Tatau   | 4 946 km2 | Tatau    |

## Membres du parlement
| Parlement        | Membre              | Parti     |
| ---------------- | ------------------- | --------- |
| P214 Selangau    | Baru Bian           | PSB       |
| P216 Hulu Rajang | Wilson Ugak Kumbong | GPS (PRS) |
| P217 Bintulu     | Tiong King Sing     | GPS (PDP) |

### Liens connexes
- Division de Malaisie orientale